# Ausbildungs- und Schutzbataillon
Ein Ausbildungs- und Schutzbataillon (AusbSchutzBtl) ist als schneller Gefechtsverband die operative Reserve des Kommandeurs der regionalen Verantwortungszone der Bundeswehr, der Regional Area Command North (RACN), der ISAF im Norden von Afghanistan.

## Auftrag
Der Schutz der afghanischen Bevölkerung und die Ausbildung der afghanischen Sicherheitskräfte wurden durch die Änderung des aktuellen Bundestagsmandats für GECON ISAF in den Vordergrund gestellt. Durch diese Änderung des Auftrags hat die Bundeswehr ihre Einsatzkontingente neu ausgerichtet. Dies führte zur Auflösung der QRF-Verbände und zur Aufstellung von Ausbildungs- und Schutzbataillonen.
Der Einsatz eines Ausbildungs- und Schutzbataillons ermöglicht ein breites Einsatzspektrum mit Aufklärungseinsätzen, Patrouillen oder Schutz von Konvois über Kontrolle gewaltbereiter Menschenmengen oder Evakuierungsmaßnahmen bis zur Bekämpfung irregulärer Kräfte. Der Verband besteht daher aus Kampftruppen mit geschützten Radfahrzeugen und Schützenpanzern, sowie Spezialisten für die Kampfmittelbeseitigung wie Minen oder Sprengfallen, Forward Air Controllern zum Einweisen von Hubschraubern oder Leiten von Kampfflugzeugen. Wesentlich ist dabei ein Zusammenwirken mit eigenen Kräften der Feldjäger und Bundespolizei mit dem Einsatz von Diensthunden unter Beachtung der Gebräuche der Bevölkerung im Einsatzland sowie Feldnachrichtenkräften. Dem Einsatz von weiblichen Soldaten kommt insbesondere bei der Kampf- und Sanitätstruppe erhöhte Bedeutung zu.
Ein Ausbildungs- und Schutzbataillon soll vor allem Ausbildungsunterstützung für die Afghan National Security Forces (ANSF) leisten und diese im Rahmen des "Partnering" in Einsätze begleiten. Diese Bataillone sollen gemeinsam mit den afghanischen Streitkräften schrittweise die Kontrolle über Schlüsseldistrikte gewinnen, um sie anschließend in die Verantwortung der afghanischen Polizei zu übergeben. Ein Sicherheitsvakuum soll so vermieden werden. Die afghanischen Kräfte sollen nach und nach in die Lage versetzt werden, die Verantwortung für die Sicherheit in Afghanistan zu übernehmen. Dabei konnte allerdings eine schwäche der nationalen Kräfte insbesondere der afghanischen Nationalpolizei auch durch geringe Ausbildungszeiten und eine andere Einstellung zum Berufsbild des Polizisten beobachtet werden.
Grundgedanke des "Partnering" ist, dass künftig nicht mehr die ISAF-Kräfte aus den Feldlagern zu ihren Operationen ausrücken und dann nach einigen Tagen zurückkehren, wie sie schon im Vietnamkrieg bei der Operationsführung Search and Destroy praktiziert wurde, sondern dass ein einmal besetztes Gebiet dauerhaft in der Operationsführung Clear and Hold gehalten wird, und zwar durch die afghanischen Sicherheitskräfte. Die ISAF sollten die Außensicherung übernehmen. Das "Partnering" bedeutet nicht, dass künftig Patrouillen aus drei Deutschen und drei Afghanen gelaufen werden sollen, sondern dass ganze Einheiten nebeneinander operieren. Die Provincial Reconstruction Teams können durch Entlastung von der Operationsführung ihrer ursprünglichen Funktion zur Unterstützung des Wiederaufbaus besser gerecht werden. Diese Art der Operationsführung wurde bereits ebenfalls im Vietnamkrieg als heart and minds durchgeführt. Diese ging in Vietnam ebenso wie in Afghanistan jetzt mit einer Nationalisierung der Kriegshandlungen einher.
Siehe dazu Krieg in Afghanistan seit 2001 unter Militärische Strategien OEF/ISAF

## Einsatzgrundsätze und Ausrüstung
Ab Herbst 2010 wurde mit der Kommandoübernahme der ISAF durch David H. Petraeus eine neue Strategie der Aufstandsbekämpfung im Krieg in Afghanistan seit 2001 eingesetzt.
Die Operationen laufen in vier Phasen ab, die durchaus fließend ineinander übergehen können:
- Shape – Nachrichtengewinnung und Aufklärung
- Clear – Vertreibung der feindlichen Kräfte
- Hold – Halten des gesäuberten Gebiets
- Build – Gewährleistung der Sicherheit durch afghanische Kräfte und ziviler Aufbau

Entsprechend robust sind die Ausbildungs- und Schutzbataillone ausgestattet: Jedes umfasst rund 700 Soldaten, gegliedert in zwei Infanteriekompanien, eine Pionierkompanie und eine Aufklärungskompanie. Zur Bewaffnung gehören neben gepanzerten Radfahrzeugen auch Schützenpanzer Marder. Außerdem können die Bataillone auf die Feuerkraft der drei Panzerhaubitzen 2000 im Feldlager Kundus und auf Mörser zurückgreifen.

## Formierung der ASB des Regionalkommandos Nord (RC Nord)
Im Aufgabenverbund der ISAF ist die Bundeswehr für den Norden Afghanistans, das Regional Command North (RCN), verantwortlich. Dort, in Kundus und in Masar-e Scharif, stellt sie je ein Ausbildungs- und Schutzbataillon auf. Die Herstellung der vollen Einsatzbereitschaft des Ausbildungs- und Schutzbataillons in Kundus erfolgte bis Ende August, in Masar-e Scharif bis Ende Oktober 2010.
Der Kommandeur des Regional Command North, Generalmajor Hans-Werner Fritz, stellte Anfang August 2010 das erste ASB – die Task Force Kunduz – in Dienst. Der Task Force Kunduz unterstellte er die beiden Infanteriekompanien, die Aufklärungskompanie sowie Teile der Unterstützungskräfte des Regionalen Wiederaufbauteams (PRT) Kundus.
Das zweite Ausbildungs- und Schutzbataillon – die Task Force Mazar-e-Sharif – ist seit Ende Oktober unter dem Kommando von Oberstleutnant Nikolaus Carstens im Einsatz. Das Rückgrat des Verbandes bilden Soldaten vom Gebirgsjägerbataillon 232 in Bischofswiesen, verstärkt durch Pioniere aus Ingolstadt, Aufklärungssoldaten aus Füssen und einer Sanitätskomponente aus Leer in Ostfriesland. Insgesamt ist der Verband rund 670 Soldaten stark. Das Einsatzende für die Soldaten dieses Ausbildungs- und Schutzbataillons ist für März 2011 geplant.

## Einsätze
Südwestlich von Kundus sind zwei Außenposten dauerhaft besetzt, die sogenannten Höhen 431 und 432. In der Provinz Baghlan haben ISAF und Afghanen bei der Ortschaft Kilagai ebenfalls einen Außenposten errichtet. Seit Mitte März ist dieser von den Afghanen dauerhaft besetzt gehalten und einmal auch gegen einen Angriff der Aufständischen erfolgreich verteidigt worden.
Im Rahmen der Operation Halmazag wurde ein weiterer Außenposten nahe der Ortschaft Quatliam im Distrikt Char Darah errichtet. Da im Zuge der Operation die Aufständischen aus dem Süden des Distriktes vertrieben werden konnten, wurde der Außenposten auf der Höhe 431 aufgelöst.
Die Operation legte den Grundstein für die Befriedung des Unruhedistriktes Chahar Darreh. Im Laufe des Jahres 2011 dehnten die verstärkten Kampfkompanien des Ausbildungs- und Schutzbataillons Kundus ihre Operationsführung weiter nach Süden aus. Dadurch konnte die Höhe 432 an die afghanischen Sicherheitskräfte übergeben werden. Zudem verlagerte sich der Schwerpunkt der Operationsführung in der zweiten Jahreshälfte in den Norden des Distriktes. Im letzten Quartal 2011 gelang es, die Aufständischen aus Nawabad, der größten Ortschaft in Chahar Darreh, zu vertreiben.